# Eranno ehlersi
Eranno ehlersi är en ringmaskart som först beskrevs av MacIntosh 1885.  Eranno ehlersi ingår i släktet Eranno och familjen Lumbrineridae. Inga underarter finns listade i Catalogue of Life.